# Peter Minkowski
Peter Minkowski (10 maig de 1941) és un físic teòric suís. És principalment conegut per la seva proposta, junt amb Harald Fritzsch, del grup SO(10) com a grup de Lie d'una teoria de gran unificació de les interaccions fonamentals, i per la seva proposta independent, més o menys simultàniament amb altres teòrics, del mecanisme de balancí de generació de masses del neutrí.

## Biografia
Peter Minkowski obtingué la llicenciatura de física el 1963 a l'Institut Federal de Tecnologia de Zurich (ETHZ). El 1967 obtenia el doctorat a l'ETHZ sota la direcció de Markus Fierz amb la tesi Versuch einer konsistenten Theorie eines Espín-2-Mesons (“Intent de Teoria Consistent de Mesons d'Espín 2”).
El 1967–1969 Minkowski fou ajudant a l'Institut de Física Teòrica de la Universitat de Lovaina (Bèlgica), 1969–1971 investigador associat a l'Institut Suís de Recerca Nuclear (SIN llavors a Zúric, ara rebatejar PSI), 1971–1973 Fellow i investigador associat a la Divisió Teòrica del CERN (Ginebra), i 1973–1976 investigador a l'Institut de Física Teòrica de Caltech. L'abril de 1976 va acceptar una invitació de Heinrich Leutwyler per a esdevenir membre de l'Institut de Física Teòrica de la Universitat de Berna, on fou professor convidat (1976-1977), catedràtic associat (1977-1989), i catedràtic (1989-2006). Des del 2006 és professor emèrit.
Minkowski ha estudiat en diversos campsː fenòmens espontanis en les interaccions fortes i estructura de ressonàncies hadròniques, aparellament quark-gluó; unificació de simetries de gauge, extensions per incloure-hi la gravetat, extensions cosmològiques; interaccions electrofebles i la seva connexió amb les interaccions fortes; i física del neutrí.